# منتخب تشيكوسلوفاكيا تحت 20 سنة لكرة القدم
منتخب تشيكوسلوفاكيا تحت 20 سنة لكرة القدم هو ممثل تشيكوسلوفاكيا الرسمي في المنافسات الدولية في كرة القدم في فئة كرة قدم تحت 20 سنة للرجال
، يديريه اتحاد جمهورية التشيك لكرة القدم.